# Campeonato Mundial de Hóquei no Gelo de 1987
O Campeonato Mundial de Hóquei no Gelo de 1987 foi a 52ª edição do torneio. Equipes representando 24 países participaram em 4 níveis de competição.
No campeonato na Divisão A, jogado de 17 de abril a 3 de maio em Viena, Áustria, cada time enfrentou o outro uma vez na fase preliminar. Os quatro melhores colocados, então, avançaram à Fase Final, onde enfrentaram cada adversário uma vez. Diferentemente dos torneios anteriores, os resultados da primeira fase não foram contados. A Suécia ganhou a medalha de ouro pela quarta vez e a União Soviética conquistou seu 25º título Europeu. No Campeonato Europeu, apenas as partidas entre equipes europeias são contadas. A Suíça foi rebaixada para a Divisão B.
Na competição da Divisão B, a Polônia foi promovida para o Campeonato da Divisão A, enquanto a Holanda e a China foram rebaixadas para a Divisão C. Na competição da Divisão C, a Dinamarca e o Japão foram promovidos, e a Bélgica e a Romênia, por decisão própria devido a dificuldades econômicas, rebaixados à Divisão D. A Austrália venceu a Divisão D e foi promovida junto à Coreia do Sul para a Divisão C.

## Campeonato Mundial Grupo A (Áustria)

### Fase Preliminar
| Pos. | Time            | PJ | V | E | D | GP-GC   | Pontos |
| ---- | --------------- | -- | - | - | - | ------- | ------ |
| 1    | União Soviética | 7  | 7 | 0 | 0 | 48 - 12 | 14     |
| 2    | Tchecoslováquia | 7  | 5 | 1 | 1 | 24 - 15 | 11     |
| 3    | Suécia          | 7  | 4 | 0 | 3 | 30 - 17 | 8      |
| 4    | Canadá          | 7  | 3 | 1 | 3 | 25 - 17 | 7      |
| 5    | Alemanha        | 7  | 3 | 0 | 4 | 18 - 28 | 6      |
| 6    | Finlândia       | 7  | 3 | 0 | 4 | 17 - 24 | 6      |
| 7    | Estados Unidos  | 7  | 2 | 0 | 5 | 19 - 36 | 4      |
| 8    | Suíça           | 7  | 0 | 0 | 7 | 17 - 49 | 0      |

| 17 de abril     |      |       |  |
| União Soviética | 13-5 | Suíça |  |
|                 |      |       |  |

| 17 de abril |     |                    |  |
| Suécia      | 3-0 | Alemanha Ocidental |  |
|             |     |                    |  |

| 17 de abril |     |                 |  |
| Finlândia   | 2-5 | Tchecoslováquia |  |
|             |     |                 |  |

| 17 de abril |     |                |  |
| Canadá      | 3-1 | Estados Unidos |  |
|             |     |                |  |

| 18 de abril |     |       |  |
| Finlândia   | 3-2 | Suíça |  |
|             |     |       |  |

| 18 de abril    |     |        |  |
| Estados Unidos | 2-6 | Suécia |  |
|                |     |        |  |

| 18 de abril        |     |                 |  |
| Alemanha Ocidental | 0-7 | União Soviética |  |
|                    |     |                 |  |

| 18 de abril     |     |        |  |
| Tchecoslováquia | 1-1 | Canadá |  |
|                 |     |        |  |

| 20 de abril |     |                    |  |
| Finlândia   | 1-3 | Alemanha Ocidental |  |
|             |     |                    |  |

| 20 de abril     |      |                |  |
| União Soviética | 11-2 | Estados Unidos |  |
|                 |      |                |  |

| 20 de abril |     |       |  |
| Canadá      | 6-1 | Suíça |  |
|             |     |       |  |

| 20 de abril |     |                 |  |
| Suécia      | 2-3 | Tchecoslováquia |  |
|             |     |                 |  |

| 21 de abril        |     |        |  |
| Alemanha Ocidental | 5-3 | Canadá |  |
|                    |     |        |  |

| 21 de abril |      |       |  |
| Suécia      | 12-1 | Suíça |  |
|             |      |       |  |

| 21 de abril    |     |           |  |
| Estados Unidos | 2-5 | Finlândia |  |
|                |     |           |  |

| 21 de abril     |     |                 |  |
| Tchecoslováquia | 1-6 | União Soviética |  |
|                 |     |                 |  |

| 23 de abril     |     |           |  |
| União Soviética | 4-0 | Finlândia |  |
|                 |     |           |  |

| 23 de abril    |     |                    |  |
| Estados Unidos | 6-4 | Alemanha Ocidental |  |
|                |     |                    |  |

| 23 de abril |     |                 |  |
| Suíça       | 2-5 | Tchecoslováquia |  |
|             |     |                 |  |

| 23 de abril |     |        |  |
| Suécia      | 4-3 | Canadá |  |
|             |     |        |  |

| 24 de abril |     |        |  |
| Finlândia   | 4-1 | Suécia |  |
|             |     |        |  |

| 24 de abril |     |                 |  |
| Canadá      | 2-3 | União Soviética |  |
|             |     |                 |  |

| 25 de abril |     |                |  |
| Suíça       | 3-6 | Estados Unidos |  |
|             |     |                |  |

| 25 de abril        |     |                 |  |
| Alemanha Ocidental | 2-5 | Tchecoslováquia |  |
|                    |     |                 |  |

| 26 de abril |     |           |  |
| Canadá      | 7-2 | Finlândia |  |
|             |     |           |  |

| 26 de abril     |     |        |  |
| União Soviética | 4-2 | Suécia |  |
|                 |     |        |  |

| 27 de abril |     |                    |  |
| Suíça       | 3-4 | Alemanha Ocidental |  |
|             |     |                    |  |

| 27 de abril     |     |                |  |
| Tchecoslováquia | 4-2 | Estados Unidos |  |
|                 |     |                |  |

### Fase Final
| Pos. | Time            | PJ | V | E | D | GP-GC   | Pontos |
| ---- | --------------- | -- | - | - | - | ------- | ------ |
| 1    | Suécia          | 3  | 1 | 2 | 0 | 14 - 05 | 4      |
| 2    | União Soviética | 3  | 1 | 2 | 0 | 04 - 03 | 4      |
| 3    | Tchecoslováquia | 3  | 1 | 1 | 1 | 08 - 07 | 3      |
| 4    | Canadá          | 3  | 0 | 1 | 2 | 02 - 13 | 1      |

| 29 de abril     |     |        |  |
| União Soviética | 0-0 | Canadá |  |
|                 |     |        |  |

| 29 de abril     |     |        |  |
| Tchecoslováquia | 3-3 | Suécia |  |
|                 |     |        |  |

| 01 de maio      |     |        |  |
| Tchecoslováquia | 4-2 | Canadá |  |
|                 |     |        |  |

| 01 de maio |     |                 |  |
| Suécia     | 2-2 | União Soviética |  |
|            |     |                 |  |

| 03 de maio |     |        |  |
| Canadá     | 0-9 | Suécia |  |
|            |     |        |  |

| 03 de maio      |     |                 |  |
| União Soviética | 2-1 | Tchecoslováquia |  |
|                 |     |                 |  |

### Fase de Consolação
| Pos. | Time           | PJ | V | E | D  | GP-GC   | Pontos |
| ---- | -------------- | -- | - | - | -- | ------- | ------ |
| 5    | Finlândia      | 10 | 5 | 1 | 4  | 32 - 34 | 11     |
| 6    | Alemanha       | 10 | 4 | 1 | 5  | 31 - 37 | 9      |
| 7    | Estados Unidos | 10 | 4 | 0 | 6  | 36 - 39 | 8      |
| 8    | Suíça          | 10 | 0 | 0 | 10 | 26 - 71 | 0      |

| 28 de abril        |     |       |  |
| Alemanha Ocidental | 8-1 | Suíça |  |
|                    |     |       |  |

| 28 de abril |     |                |  |
| Finlândia   | 6-4 | Estados Unidos |  |
|             |     |                |  |

| 30 de abril |     |       |  |
| Finlândia   | 7-4 | Suíça |  |
|             |     |       |  |

| 30 de abril    |     |                    |  |
| Estados Unidos | 6-3 | Alemanha Ocidental |  |
|                |     |                    |  |

| 02 de maio |     |                |  |
| Suíça      | 4-7 | Estados Unidos |  |
|            |     |                |  |

| 02 de maio         |     |           |  |
| Alemanha Ocidental | 2-2 | Finlândia |  |
|                    |     |           |  |

### Classificação Final
Classificação final do torneio.
| Pos.              | Time            |
| ----------------- | --------------- |
| Medalha de ouro   | Suécia          |
| Medalha de prata  | União Soviética |
| Medalha de bronze | Tchecoslováquia |
| 4.                | Canadá          |
| 5.                | Finlândia       |
| 6.                | Alemanha        |
| 7.                | Estados Unidos  |
| 8.                | Suíça           |

### Maiores Pontuadores
| Jogador         | Jogador              | G  | A  | Pts |
| --------------- | -------------------- | -- | -- | --- |
| União Soviética | Vladimir Krutov      | 11 | 4  | 15  |
| União Soviética | Sergei Makarov       | 4  | 10 | 14  |
| União Soviética | Igor Larionov        | 4  | 8  | 12  |
| União Soviética | Vyacheslav Bykov     | 5  | 6  | 11  |
| Estados Unidos  | Aaron Broten         | 5  | 6  | 11  |
| Alemanha        | Gerd Truntschka      | 3  | 8  | 11  |
| Suécia          | Bengt-Åke Gustafsson | 3  | 8  | 11  |
| Alemanha        | Helmut Steiger       | 5  | 5  | 10  |
| Suécia          | Tomas Sandström      | 5  | 5  | 10  |
| União Soviética | Viacheslav Fetisov   | 5  | 5  | 10  |

## Classificação Final do Campeonato Europeu
A classificação final dos times europeus no torneio.
| Pos.              | Time            |
| ----------------- | --------------- |
| Medalha de ouro   | União Soviética |
| Medalha de prata  | Tchecoslováquia |
| Medalha de bronze | Finlândia       |
| 4.                | Suécia          |
| 5.                | Alemanha        |
| 6.                | Suíça           |

## Campeonato Mundial Grupo B (Itália)
| Pos. | Time              | PJ | V | E | D | GP-GC   | Pontos |
| ---- | ----------------- | -- | - | - | - | ------- | ------ |
| 9    | Polônia           | 7  | 6 | 0 | 1 | 39 - 11 | 12     |
| 10   | Noruega           | 7  | 5 | 1 | 1 | 33 - 25 | 11     |
| 11   | Áustria           | 7  | 5 | 0 | 2 | 41 - 27 | 10     |
| 12   | França            | 7  | 4 | 1 | 2 | 37 - 26 | 9      |
| 13   | Alemanha Oriental | 7  | 2 | 2 | 3 | 25 - 31 | 6      |
| 14   | Itália            | 7  | 2 | 1 | 4 | 28 - 30 | 5      |
| 15   | Países Baixos     | 7  | 1 | 1 | 5 | 30 - 37 | 3      |
| 16   | China             | 7  | 0 | 0 | 7 | 14 - 60 | 0      |

| 26 de março |     |         |  |
| França      | 5-5 | Noruega |  |
|             |     |         |  |

| 26 de março |     |       |  |
| Itália      | 7-3 | China |  |
|             |     |       |  |

| 27 de março |     |        |  |
| Áustria     | 6-5 | França |  |
|             |     |        |  |

| 27 de março |      |       |  |
| Polónia     | 14-0 | China |  |
|             |      |       |  |

| 27 de março       |     |               |  |
| Alemanha Oriental | 6-6 | Países Baixos |  |
|                   |     |               |  |

| 28 de março |     |                   |  |
| Noruega     | 6-2 | Alemanha Oriental |  |
|             |     |                   |  |

| 28 de março |     |               |  |
| Itália      | 8-6 | Países Baixos |  |
|             |     |               |  |

| 29 de março |     |         |  |
| Polónia     | 5-1 | Noruega |  |
|             |     |         |  |

| 29 de março |      |         |  |
| China       | 3-11 | Áustria |  |
|             |      |         |  |

| 29 de março |     |        |  |
| Itália      | 1-3 | França |  |
|             |     |        |  |

| 30 de março |     |               |  |
| Áustria     | 6-4 | Países Baixos |  |
|             |     |               |  |

| 30 de março       |     |         |  |
| Alemanha Oriental | 2-1 | Polónia |  |
|                   |     |         |  |

| 31 de março |     |         |  |
| China       | 2-4 | Noruega |  |
|             |     |         |  |

| 31 de março   |     |        |  |
| Países Baixos | 3-5 | França |  |
|               |     |        |  |

| 31 de março |     |                   |  |
| Itália      | 5-5 | Alemanha Oriental |  |
|             |     |                   |  |

| 01 de abril |     |        |  |
| Polónia     | 6-2 | França |  |
|             |     |        |  |

| 01 de abril |     |         |  |
| Áustria     | 3-5 | Noruega |  |
|             |     |         |  |

| 02 de abril   |     |         |  |
| Países Baixos | 0-3 | Polónia |  |
|               |     |         |  |

| 02 de abril       |     |       |  |
| Alemanha Oriental | 5-1 | China |  |
|                   |     |       |  |

| 02 de abril |     |         |  |
| Itália      | 1-4 | Áustria |  |
|             |     |         |  |

| 03 de abril       |     |        |  |
| Alemanha Oriental | 2-5 | França |  |
|                   |     |        |  |

| 03 de abril |     |               |  |
| Noruega     | 7-4 | Países Baixos |  |
|             |     |               |  |

| 04 de abril |      |       |  |
| França      | 12-3 | China |  |
|             |      |       |  |

| 04 de abril |     |         |  |
| Polónia     | 6-4 | Áustria |  |
|             |     |         |  |

| 04 de abril |     |         |  |
| Itália      | 4-5 | Noruega |  |
|             |     |         |  |

| 05 de abril |     |               |  |
| China       | 2-7 | Países Baixos |  |
|             |     |               |  |

| 05 de abril |     |                   |  |
| Áustria     | 7-3 | Alemanha Oriental |  |
|             |     |                   |  |

| 05 de abril |     |         |  |
| Itália      | 2-4 | Polónia |  |
|             |     |         |  |

## Campeonato Mundial Grupo C (Dinamarca)
| Pos. | Time            | PJ | V | E | D | GP-GC   | Pontos |
| ---- | --------------- | -- | - | - | - | ------- | ------ |
| 17   | Japão           | 7  | 5 | 1 | 1 | 61 - 13 | 11     |
| 18   | Dinamarca       | 7  | 5 | 1 | 1 | 47 - 23 | 11     |
| 19   | Romênia         | 7  | 5 | 1 | 1 | 48 - 22 | 11     |
| 20   | Iugoslávia      | 7  | 3 | 4 | 0 | 60 - 23 | 10     |
| 21   | Hungria         | 7  | 3 | 0 | 4 | 33 - 28 | 6      |
| 22   | Coreia do Norte | 7  | 2 | 0 | 5 | 13 - 45 | 4      |
| 23   | Bulgária        | 7  | 1 | 1 | 5 | 21 - 40 | 3      |
| 24   | Bélgica         | 7  | 0 | 0 | 7 | 08 - 97 | 0      |

| 20 de março |     |         |  |
| Bulgária    | 3-7 | Roménia |  |
|             |     |         |  |

| 20 de março |      |         |  |
| Japão       | 24-0 | Bélgica |  |
|             |      |         |  |

| 20 de março |     |         |  |
| Iugoslávia  | 6-2 | Hungria |  |
|             |     |         |  |

| 20 de março |     |                 |  |
| Dinamarca   | 9-1 | Coreia do Norte |  |
|             |     |                 |  |

| 21 de março |      |          |  |
| Japão       | 11-2 | Bulgária |  |
|             |      |          |  |

| 21 de março |      |         |  |
| Roménia     | 19-1 | Bélgica |  |
|             |      |         |  |

| 22 de março     |     |            |  |
| Coreia do Norte | 2-8 | Iugoslávia |  |
|                 |     |            |  |

| 22 de março |     |           |  |
| Hungria     | 4-6 | Dinamarca |  |
|             |     |           |  |

| 23 de março |     |       |  |
| Roménia     | 5-3 | Japão |  |
|             |     |       |  |

| 23 de março |     |          |  |
| Bélgica     | 0-6 | Bulgária |  |
|             |     |          |  |

| 23 de março |     |                 |  |
| Hungria     | 9-3 | Coreia do Norte |  |
|             |     |                 |  |

| 23 de março |     |            |  |
| Dinamarca   | 6-6 | Iugoslávia |  |
|             |     |            |  |

| 25 de março |     |                 |  |
| Roménia     | 7-1 | Coreia do Norte |  |
|             |     |                 |  |

| 25 de março |     |            |  |
| Bulgária    | 3-3 | Iugoslávia |  |
|             |     |            |  |

| 25 de março |     |         |  |
| Japão       | 3-1 | Hungria |  |
|             |     |         |  |

| 25 de março |     |           |  |
| Bélgica     | 1-8 | Dinamarca |  |
|             |     |           |  |

| 26 de março |     |       |  |
| Iugoslávia  | 5-5 | Japão |  |
|             |     |       |  |

| 26 de março |     |         |  |
| Hungria     | 9-4 | Bélgica |  |
|             |     |         |  |

| 26 de março     |     |          |  |
| Coreia do Norte | 3-2 | Bulgária |  |
|                 |     |          |  |

| 26 de março |     |           |  |
| Roménia     | 2-8 | Dinamarca |  |
|             |     |           |  |

| 28 de março |     |         |  |
| Roménia     | 4-2 | Hungria |  |
|             |     |         |  |

| 28 de março |      |            |  |
| Bélgica     | 1-28 | Iugoslávia |  |
|             |      |            |  |

| 28 de março |     |                 |  |
| Japão       | 9-0 | Coreia do Norte |  |
|             |     |                 |  |

| 28 de março |      |           |  |
| Bulgária    | 3-10 | Dinamarca |  |
|             |      |           |  |

| 29 de março     |     |         |  |
| Coreia do Norte | 3-1 | Bélgica |  |
|                 |     |         |  |

| 29 de março |     |         |  |
| Iugoslávia  | 4-4 | Roménia |  |
|             |     |         |  |

| 29 de março |     |          |  |
| Hungria     | 6-2 | Bulgária |  |
|             |     |          |  |

| 29 de março |     |       |  |
| Dinamarca   | 0-6 | Japão |  |
|             |     |       |  |

## Campeonato Mundial Grupo D (Austrália)
| Pos. | Time          | PJ | V | E | D | GP-GC    | Pontos |
| ---- | ------------- | -- | - | - | - | -------- | ------ |
| 25   | Austrália     | 6  | 5 | 1 | 0 | 177 - 06 | 11     |
| 26   | Coreia do Sul | 6  | 4 | 1 | 1 | 130 - 16 | 9      |
| 27   | Nova Zelândia | 6  | 2 | 0 | 4 | 42 - 143 | 4      |
| 28   | Hong Kong     | 6  | 0 | 0 | 6 | 01 - 185 | 0      |

| 13 de março |      |           |  |
| Austrália   | 37-0 | Hong Kong |  |
|             |      |           |  |

| 13 de março   |      |               |  |
| Coreia do Sul | 35-2 | Nova Zelândia |  |
|               |      |               |  |

| 14 de março |      |               |  |
| Austrália   | 58-0 | Nova Zelândia |  |
|             |      |               |  |

| 14 de março   |      |           |  |
| Coreia do Sul | 44-0 | Hong Kong |  |
|               |      |           |  |

| 15 de março   |      |           |  |
| Nova Zelândia | 19-0 | Hong Kong |  |
|               |      |           |  |

| 15 de março |     |               |  |
| Austrália   | 7-2 | Coreia do Sul |  |
|             |     |               |  |

| 17 de março |      |           |  |
| Austrália   | 42-0 | Hong Kong |  |
|             |      |           |  |

| 17 de março   |      |               |  |
| Coreia do Sul | 21-2 | Nova Zelândia |  |
|               |      |               |  |

| 18 de março |      |               |  |
| Austrália   | 29-0 | Nova Zelândia |  |
|             |      |               |  |

| 18 de março   |      |           |  |
| Coreia do Sul | 24-1 | Hong Kong |  |
|               |      |           |  |

| 20 de março |     |               |  |
| Austrália   | 4-4 | Coreia do Sul |  |
|             |     |               |  |

| 20 de março   |      |           |  |
| Nova Zelândia | 19-0 | Hong Kong |  |
|               |      |           |  |